# Komandoo (Shaviyani-atol)
Komandoo is een van de bewoonde eilanden van het Shaviyani-atol behorende tot de Maldiven.

## Demografie
Komandoo telt (stand maart 2007) 793 vrouwen en 850 mannen.